# Lex Doria Pamfili
Lex Doria Pamfili – edykt ogłoszony przez kardynała Giuseppe'a Dorię Pamfiliego 1 października 1802 roku w imieniu papieża Piusa VII, a dotyczący ochrony zabytków. Ochroną zostały objęte przede wszystkim dzieła sztuki antycznej, ale także niektóre prace pochodzące z następnych epok historycznych. Zabroniono wywozu poza granice Państwa Kościelnego rzeźb, płaskorzeźb, malarstwa starożytnego (greckiego i rzymskiego), zdejmowania z murów mozaik, przenoszenia obelisków, urn, inskrypcji, sarkofagów itp. Naruszenie tego prawa zagrożone było karą grzywny w wysokości 500 dukatów oraz karami cielesnymi (wedle uznania kardynała kamerlinga) lub pięcioletnim więzieniem. Powołany został urząd Inspektora Sztuk Pięknych oraz Komisarza Zabytków. Na prowadzenie wykopalisk należało uzyskać stosowne zezwolenie.